# Hermbstaedtia longistyla
Hermbstaedtia longistyla är en amarantväxtart som beskrevs av Charles Baron Clarke. Hermbstaedtia longistyla ingår i släktet Hermbstaedtia och familjen amarantväxter. Inga underarter finns listade i Catalogue of Life.